# ميخائيل كوكس (لاعب كرة قدم أمريكية)
ميخائيل كوكس (بالإنجليزية: Michael Cox)‏ هو لاعب كرة قدم أمريكية أمريكي، ولد في 14 نوفمبر 1988 في بوسطن في الولايات المتحدة.

## وصلات خارجية
- مايكل كوكس على موقع مرجع كرة القدم المحترفة.كوم (الإنجليزية)